# أسنان أمامية

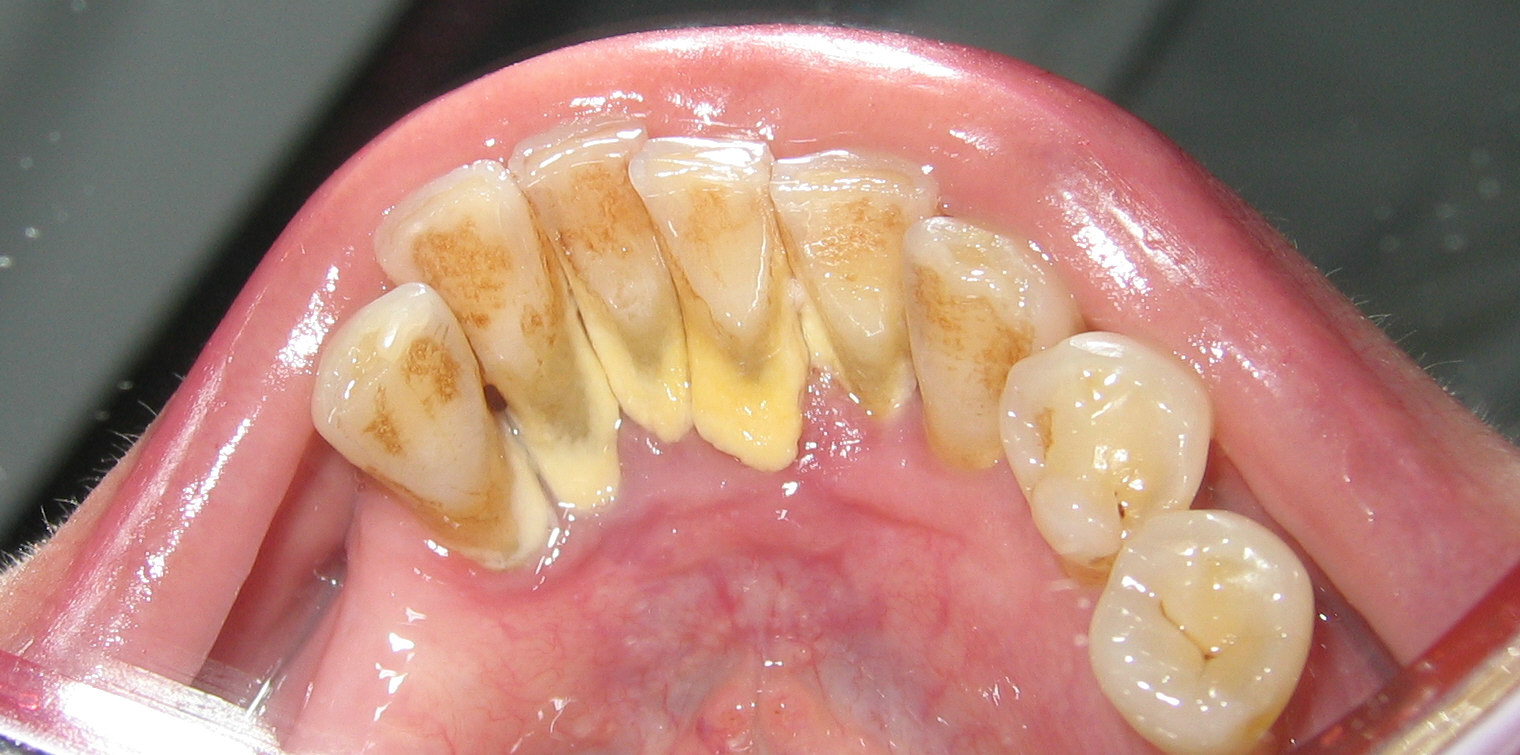
تكلّس أسنان الفك السفلي الأمامية

في طب الأسنان، يشير مصطلح الأسنان الأمامية عادة إلى مجموعة القواطع والأنياب وتختلف عن الأسنان الخلفية، وهي الضواحك والأضراس. التمييز بين الأمامي (الجزء الأمامي من الجسم) مقابل الجزء الخلفي (الجزء الخلفي من الجسم). يحدث التمييز في كل من الفك العلوي (بالأنجليزية:maxilla) والفك السفلي (بالأنجليزية:mandible).  كدليل تقريبي، يمكن القول أن الأسنان الأمامية مصممة للعض (تقسيم الطعام إلى قطع قابلة للمضغ) في حين الأسنان الخلفية مصممة للمضغ (تفتيت الطعام إلى جزيئات قابلة للبلع).
الأسنان الأمامية بطبيعتها أكثر سهولة من الأسنان الخلفية. في بعض الأحيان تتأثر صحة الأسنان واختيار علاج الأسنان بهذا العامل.